# 埃泰尔维尔
埃泰尔维尔（法語：Éterville）是法国卡尔瓦多斯省的一个市镇，属于卡昂区（Caen）埃夫雷西县（Évrecy）。该市镇总面积4.87平方公里，2009年时的人口为1,631人。

## 人口
埃泰尔维尔人口变化图示
| 数据来源：INSEE |